# Segunda División B 2012-2013
La Segunda División B 2012-2013 è la trentaseiesima edizione del campionato di calcio spagnolo di terza divisione ad avere questa denominazione. Il campionato vede la partecipazione di 81 squadre raggruppate in quattro gironi: tre (i gruppi I, II e IV) di venti e uno di ventuno, raggruppate prevalentemente secondo un criterio geografico.
Le prime quattro di ogni gruppo sono ammesse ai play-off, suddivisi in due fasi, per la promozione in Segunda División, mentre solo le vincitrici dei gironi possono contendersi il titolo di Campione di Segunda División B. Le ultime quattro di ogni gruppo, invece, retrocedono in Tercera División. Sono previsti anche i play-out per le quintultime, di cui si salva solo la vincitrice.

## Gruppo 1
Il primo gruppo è costituito da squadre provenienti dalle regioni autonome di Castiglia e León, Asturie, Isole Canarie, Galizia e Comunità autonoma di Madrid.

### Squadre
| Squadra           | Città                      | Stadio                        |
| ----------------- | -------------------------- | ----------------------------- |
| Alcalá            | Alcalá de Henares          | Municipal del Val             |
| Atlético Madrid B | Madrid                     | Nuevo Cerro del Espino        |
| Real Avilés       | Avilés                     | Nuevo Román Suárez Puerta     |
| Caudal            | Mieres                     | Hermanos Antuña               |
| Coruxo            | Vigo                       | O Vao                         |
| Fuenlabrada       | Fuenlabrada                | Fernando Torres               |
| Getafe B          | Getafe                     | Ciudad Deportiva              |
| Guijuelo          | Guijuelo                   | Municipal de Guijuelo         |
| Leganés           | Leganés                    | Butarque                      |
| Marino            | Arona                      | Antonio Domínguez             |
| Marino de Luanco  | Luanco                     | Municipal de Miramar          |
| Ourense           | Ourense                    | O Couto                       |
| Real Oviedo       | Oviedo                     | Carlos Tartiere               |
| Rayo Vallecano B  | Madrid                     | Ciudad Deportiva              |
| Real Madrid C     | Madrid                     | Ciudad Real Madrid            |
| Salamanca UDS     | Salamanca                  | Helmántico                    |
| S.S. Reyes        | San Sebastián de los Reyes | Municipal Nuevo Matapiñoneras |
| Sporting Gijón B  | Gijón                      | Escuela de fútbol de Mareo    |
| Tenerife          | Santa Cruz de Tenerife     | Heliodoro Rodríguez López     |
| Zamora CF         | Zamora                     | Ruta de la Plata              |

### Classifica
|  | Pos. | Squadra           | Pt | G  | V  | N  | P  | GF | GS | DR  |
|  | ---- | ----------------- | -- | -- | -- | -- | -- | -- | -- | --- |
|  | 1.   | Tenerife          | 73 | 38 | 20 | 13 | 5  | 62 | 28 | +34 |
|  | 2.   | Leganés           | 70 | 38 | 20 | 10 | 8  | 57 | 35 | +22 |
|  | 3.   | Real Oviedo       | 66 | 38 | 18 | 12 | 8  | 53 | 33 | +20 |
|  | 4.   | Caudal            | 60 | 38 | 17 | 9  | 12 | 49 | 37 | +12 |
|  | 5.   | Real Madrid C     | 57 | 38 | 15 | 12 | 11 | 59 | 42 | +17 |
|  | 6.   | Fuenlabrada       | 56 | 38 | 14 | 14 | 10 | 55 | 45 | +10 |
|  | 7.   | Atlético Madrid B | 54 | 38 | 15 | 9  | 14 | 56 | 49 | +7  |
|  | 8.   | Salamanca UDS     | 53 | 38 | 13 | 14 | 11 | 59 | 48 | +11 |
|  | 9.   | Coruxo            | 52 | 38 | 14 | 10 | 14 | 38 | 45 | –7  |
|  | 10.  | Getafe B          | 48 | 38 | 11 | 15 | 12 | 39 | 37 | +2  |
|  | 11.  | Marino de Luanco  | 47 | 38 | 13 | 8  | 17 | 40 | 51 | –11 |
|  | 12.  | Ourense           | 47 | 38 | 11 | 14 | 13 | 42 | 46 | –4  |
|  | 13.  | Sporting Gijón B  | 47 | 38 | 11 | 14 | 13 | 44 | 47 | –3  |
|  | 14.  | Real Avilés       | 46 | 38 | 13 | 7  | 18 | 43 | 54 | –11 |
|  | 15.  | Guijuelo          | 45 | 38 | 11 | 12 | 15 | 34 | 50 | –16 |
|  | 16.  | Zamora CF         | 43 | 38 | 7  | 22 | 9  | 42 | 50 | –8  |
|  | 17.  | S.S. Reyes        | 43 | 38 | 10 | 13 | 15 | 35 | 48 | –13 |
|  | 18.  | Alcalá            | 41 | 38 | 10 | 11 | 17 | 27 | 44 | –17 |
|  | 19.  | Rayo Vallecano B  | 36 | 38 | 7  | 15 | 16 | 38 | 57 | –19 |
|  | 20.  | Marino            | 35 | 38 | 9  | 8  | 21 | 36 | 62 | –26 |

Legenda:

      Qualificate ai play-off promozione
      Qualificata alla Coppa del Re 2013-2014
      Qualificate ai play-out
      Retrocesse in Tercera División 2013-2014
Note:

Tre punti a vittoria, uno a pareggio, zero a sconfitta.
In caso di arrivo di due squadre a pari punti, la graduatoria verrà stilata in base all'ordine dei seguenti criteri:
- Differenza reti negli scontri diretti
- Differenza reti generale
- Reti realizzate in generale

In caso di arrivo di tre o più squadre a pari punti, la graduatoria verrà stilata in base all'ordine dei seguenti criteri:
- Punti negli scontri diretti (classifica avulsa)
- Differenza reti negli scontri diretti
- Differenza reti generale
- Reti realizzate in generale
- Classifica fair-play stilata a inizio stagione

Nel caso un criterio escluda solamente alcune delle squadre, senza quindi determinare l'ordine completo, tali squadre vengono escluse dal criterio successivo, rimanendo così senza possibilità di posizionarsi meglio.

#### Verdetti
- Tenerife qualificata ai play-off campioni.
- Leganés, Real Oviedo e Caudal qualificate ai play-off delle piazzate.
- Fuenlabrada qualificata alla Coppa del Re 2013-2014.
- Zamora CF qualificata ai play-out.
- San Sebastián de los Reyes, Alcalá, Rayo Vallecano B e Marino retrocesse in Tercera División 2013-2014.

### Risultati

#### Tabellone
Leggendo per riga si hanno i risultati casalinghi della squadra indicata in prima colonna, mentre leggendo per colonna si hanno i risultati in trasferta della squadra in prima riga.
|                   | ALC | AMB | AVI | CAU | COR | FUE | GEB | GUI | LEG | MAR | MDL | OUR | OVI | RVB | RMC | SAL | SSR | SGB | TEN | ZAM |
| Alcalá            |     | 4-1 | 1-0 | 1-0 | 1-0 | 0-1 | 2-1 | 1-1 | 1-0 | 0-1 | 1-1 | 0-0 | 2-1 | 1-3 | 0-2 | 1-1 | 1-0 | 0-0 | 0-0 | 1-1 |
| Atlético Madrid B | 3-0 |     | 3-1 | 1-2 | 3-0 | 5-2 | 1-1 | 3-1 | 1-2 | 0-1 | 3-0 | 3-0 | 1-1 | 3-0 | 1-1 | 1-1 | 0-1 | 1-1 | 1-0 | 2-2 |
| Real Avilés       | 2-0 | 1-2 |     | 1-3 | 0-0 | 2-1 | 2-3 | 2-0 | 0-2 | 1-0 | 1-0 | 1-1 | 0-2 | 4-0 | 0-4 | 0-0 | 2-1 | 1-1 | 0-3 | 2-1 |
| Caudal            | 2-1 | 1-0 | 2-1 |     | 0-0 | 1-1 | 1-1 | 0-1 | 0-1 | 1-1 | 1-0 | 1-0 | 2-1 | 1-1 | 1-1 | 1-0 | 2-2 | 2-0 | 2-3 | 0-1 |
| Coruxo            | 1-0 | 1-0 | 2-0 | 2-1 |     | 1-0 | 1-2 | 0-1 | 2-1 | 2-0 | 2-3 | 1-1 | 1-2 | 2-0 | 1-5 | 1-0 | 2-1 | 2-1 | 1-1 | 1-1 |
| Fuenlabrada       | 0-0 | 0-0 | 4-1 | 2-1 | 4-1 |     | 4-0 | 3-1 | 1-1 | 3-0 | 3-1 | 2-2 | 0-2 | 1-1 | 0-2 | 3-3 | 1-1 | 4-2 | 2-0 | 1-1 |
| Getafe B          | 0-0 | 0-2 | 1-2 | 0-1 | 2-2 | 0-1 |     | 0-0 | 2-0 | 1-0 | 0-0 | 0-0 | 0-3 | 2-0 | 0-0 | 0-0 | 5-2 | 2-2 | 0-0 | 2-0 |
| Guijuelo          | 1-0 | 3-0 | 0-2 | 0-2 | 1-0 | 0-0 | 0-1 |     | 2-1 | 0-0 | 3-2 | 1-1 | 0-0 | 3-2 | 1-2 | 3-2 | 0-0 | 1-0 | 0-0 | 1-1 |
| Leganés           | 3-2 | 3-1 | 3-2 | 2-1 | 1-2 | 0-0 | 1-0 | 5-1 |     | 3-2 | 2-0 | 2-0 | 1-0 | 2-0 | 2-1 | 1-1 | 1-0 | 2-0 | 1-1 | 3-0 |
| Marino            | 4-0 | 0-2 | 2-1 | 1-3 | 0-0 | 2-3 | 0-4 | 2-0 | 0-2 |     | 0-1 | 1-0 | 2-1 | 2-0 | 3-3 | 2-0 | 1-1 | 2-3 | 0-2 | 1-1 |
| Marino de Luanco  | 3-0 | 1-2 | 0-1 | 1-4 | 2-0 | 1-0 | 1-1 | 3-1 | 1-1 | 2-1 |     | 3-1 | 1-2 | 1-3 | 1-1 | 2-1 | 0-1 | 2-1 | 1-1 | 1-0 |
| Ourense           | 2-1 | 3-1 | 5-3 | 0-2 | 0-0 | 1-2 | 1-1 | 1-0 | 1-1 | 3-1 | 1-0 |     | 0-0 | 1-1 | 2-1 | 0-2 | 0-2 | 1-0 | 2-3 | 3-1 |
| Oviedo            | 3-0 | 2-0 | 2-0 | 2-2 | 0-0 | 1-0 | 1-0 | 1-1 | 3-0 | 0-0 | 1-0 | 1-1 |     | 2-1 | 1-0 | 0-0 | 4-0 | 1-0 | 1-2 | 3-2 |
| Rayo Vallecano B  | 0-0 | 1-4 | 1-1 | 0-3 | 0-1 | 2-2 | 2-1 | 3-0 | 2-2 | 2-0 | 2-2 | 0-2 | 0-1 |     | 1-1 | 3-1 | 2-1 | 1-1 | 0-0 | 1-1 |
| Real Madrid C     | 1-0 | 1-2 | 0-1 | 0-1 | 1-0 | 1-1 | 1-2 | 2-0 | 2-1 | 5-2 | 3-0 | 3-2 | 1-1 | 1-1 |     | 2-0 | 0-0 | 1-3 | 1-2 | 2-2 |
| Salamanca         | 0-0 | 3-0 | 1-1 | 2-0 | 2-2 | 3-0 | 1-0 | 4-2 | 0-2 | 5-0 | 1-0 | 2-2 | 3-1 | 2-2 | 2-3 |     | 3-1 | 4-0 | 2-2 | 1-1 |
| S. S. Reyes       | 1-0 | 1-1 | 1-0 | 1-1 | 1-0 | 1-2 | 0-2 | 1-0 | 0-0 | 3-1 | 0-1 | 1-1 | 3-2 | 0-0 | 0-2 | 5-1 |     | 1-1 | 0-3 | 0-0 |
| Sporting Gijón B  | 3-1 | 2-1 | 0-0 | 1-0 | 1-2 | 1-1 | 1-0 | 0-0 | 0-0 | 3-1 | 0-1 | 0-1 | 4-1 | 2-0 | 2-1 | 1-3 | 0-0 |     | 3-2 | 2-2 |
| Tenerife          | 0-1 | 4-0 | 1-0 | 2-0 | 5-2 | 2-0 | 1-1 | 1-2 | 2-1 | 1-0 | 4-0 | 1-0 | 1-1 | 2-0 | 2-0 | 2-0 | 3-0 | 1-1 |     | 1-1 |
| Zamora            | 1-3 | 1-1 | 1-4 | 2-1 | 1-0 | 1-0 | 1-1 | 2-2 | 1-1 | 0-0 | 1-1 | 1-0 | 2-2 | 1-0 | 1-1 | 1-2 | 3-1 | 1-1 | 1-1 |     |

### Classifica cannonieri
Aggiornata al 19 maggio 2013.
| Gol | Rigori |  | Giocatore             | Squadra           |
| --- | ------ |  | --------------------- | ----------------- |
| 25  | 1      |  | Aridane Santana       | Tenerife          |
| 22  | 5      |  | Diego Cervero         | Real Oviedo       |
| 21  | 1      |  | Dioni                 | Leganés           |
| 16  | 1      |  | Miguel Ángel Guerrero | Sporting Gijón B  |
| 15  | 3      |  | Igor de Souza         | Salamanca         |
| 14  | 5      |  | Rubén Ramos           | Fuenlanbrada      |
| 13  | 2      |  | Gerard Oliva          | Atlético Madrid B |
| 13  | 1      |  | Borja Sánchez         | Salamanca         |
| 13  |        |  | Diego Sánchez         | Fuenlabrada       |

## Gruppo 2
Il secondo gruppo è costituito da squadre provenienti dalle regioni autonome di Aragona, Cantabria, Catalogna, La Rioja, Paesi Baschi e Navarra.

### Squadre
| Squadra            | Città             | Stadio                     |
| ------------------ | ----------------- | -------------------------- |
| Alavés             | Vitoria           | Mendizorrotza              |
| Amorebieta         | Amorebieta-Etxano | Campo Municipal de Urritxe |
| Barakaldo          | Barakaldo         | Lasesarre                  |
| Bilbao Athletic    | Bilbao            | Santa María de Lezama      |
| Eibar              | Eibar             | Municipal de Ipurua        |
| Izarra             | Estella           | Estadio Merkatondoa        |
| Lleida             | Lleida            | Camp d'Esports             |
| SD Logroñés        | Logroño           | Estadio Mundial 82         |
| UD Logroñés        | Logroño           | Estadio Las Gaunas         |
| Noja               | Noja              | La Caseta                  |
| Osasuna B          | Pamplona          | Impianti di Tajonar        |
| Peña Sport         | Tafalla           | San Francisco              |
| Racing Santander B | Santander         | El Sardinero               |
| Real Saragozza B   | Saragozza         | Ciudad Deportiva           |
| Real Sociedad B    | San Sebastián     | Campo Z-7 di Zubieta       |
| Real Unión         | Irun              | Stadium Gal                |
| Sestao River       | Sestao            | Las Llanas                 |
| Teruel             | Teruel            | Pinilla                    |
| Torrelavega        | Torrelavega       | El Malecón                 |
| Tudelano           | Tudela            | Ciudad de Tudela           |

### Classifica
|  | Pos. | Squadra            | Pt | G  | V  | N  | P  | GF | GS | DR  |
|  | ---- | ------------------ | -- | -- | -- | -- | -- | -- | -- | --- |
|  | 1.   | Alavés             | 82 | 38 | 25 | 7  | 6  | 57 | 22 | +35 |
|  | 2.   | Eibar              | 73 | 38 | 21 | 10 | 7  | 59 | 28 | +31 |
|  | 3.   | Bilbao Athletic    | 71 | 38 | 21 | 8  | 9  | 64 | 35 | +29 |
|  | 4.   | Lleida             | 66 | 38 | 17 | 15 | 6  | 56 | 34 | +22 |
|  | 5.   | Barakaldo          | 65 | 38 | 17 | 14 | 7  | 42 | 23 | +19 |
|  | 6.   | Amorebieta         | 60 | 38 | 16 | 12 | 10 | 48 | 39 | +9  |
|  | 7.   | Tudelano           | 56 | 38 | 15 | 11 | 12 | 48 | 46 | +2  |
|  | 8.   | Real Unión         | 55 | 38 | 14 | 13 | 11 | 53 | 39 | +14 |
|  | 9.   | Noja               | 47 | 38 | 13 | 8  | 17 | 43 | 48 | –5  |
|  | 10.  | SD Logroñés        | 46 | 38 | 12 | 10 | 16 | 37 | 60 | –23 |
|  | 11.  | Real Sociedad B    | 46 | 38 | 11 | 13 | 14 | 37 | 45 | –8  |
|  | 12.  | Sestao River       | 43 | 38 | 9  | 16 | 13 | 34 | 40 | –6  |
|  | 13.  | Torrelavega        | 42 | 38 | 10 | 12 | 16 | 36 | 46 | –10 |
|  | 14.  | UD Logroñés        | 42 | 38 | 8  | 18 | 12 | 27 | 37 | –10 |
|  | 15.  | Peña Sport         | 41 | 38 | 9  | 14 | 15 | 35 | 41 | –6  |
|  | 16.  | Real Saragozza B   | 41 | 38 | 10 | 11 | 17 | 44 | 52 | –8  |
|  | 17.  | Racing Santander B | 41 | 38 | 10 | 11 | 17 | 37 | 52 | –15 |
|  | 18.  | Teruel             | 38 | 38 | 9  | 11 | 18 | 33 | 52 | –19 |
|  | 19.  | Osasuna B          | 36 | 38 | 10 | 6  | 22 | 40 | 65 | –25 |
|  | 20.  | Izarra             | 35 | 38 | 9  | 8  | 21 | 31 | 57 | –26 |

Legenda:

      Qualificate ai play-off promozione
      Qualificata alla Coppa del Re 2013-2014
      Qualificate ai play-out
      Retrocesse in Tercera División 2013-2014
Note:

Tre punti a vittoria, uno a pareggio, zero a sconfitta.
In caso di arrivo di due squadre a pari punti, la graduatoria verrà stilata in base all'ordine dei seguenti criteri:
- Differenza reti negli scontri diretti
- Differenza reti generale
- Reti realizzate in generale

In caso di arrivo di tre o più squadre a pari punti, la graduatoria verrà stilata in base all'ordine dei seguenti criteri:
- Punti negli scontri diretti (classifica avulsa)
- Differenza reti negli scontri diretti
- Differenza reti generale
- Reti realizzate in generale
- Classifica fair-play stilata a inizio stagione

Nel caso un criterio escluda solamente alcune delle squadre, senza quindi determinare l'ordine completo, tali squadre vengono escluse dal criterio successivo, rimanendo così senza possibilità di posizionarsi meglio.

#### Verdetti
- Alavés qualificata ai play-off campioni.
- Eibar, Bilbao Athletic e Lleida Esportiu qualificate ai play-off delle piazzate.
- Barakaldo e Amorebieta qualificate alla Coppa del Re 2013-2014.
- Real Saragozza B qualificata ai play-out.
- Racing Santander B, Teruel, Osasuna B e Izarra retrocesse in Tercera División 2013-2014.

### Risultati

#### Tabellone
Leggendo per riga si hanno i risultati casalinghi della squadra indicata in prima colonna, mentre leggendo per colonna si hanno i risultati in trasferta della squadra in prima riga.
|                  | ALA | AMO | BAR | BIL | EIB | IZA | LLE | SDL | UDL | NOJ | OSB | PEÑ | RAB | RSB | RUN | SAB | SES | TER | TOR | TUD |
| Deportivo Alavés |     | 4-1 | 0-0 | 1-1 | 1-0 | 2-0 | 2-0 | 1-1 | 2-0 | 2-0 | 2-0 | 0-1 | 1-0 | 2-0 | 0-1 | 3-0 | 2-0 | 2-0 | 2-0 | 1-0 |
| Amorebieta       | 1-4 |     | 1-1 | 2-0 | 1-0 | 1-0 | 4-0 | 3-0 | 3-0 | 0-0 | 1-0 | 3-0 | 1-1 | 2-1 | 0-2 | 2-2 | 1-1 | 1-1 | 1-2 | 2-1 |
| Barakaldo        | 0-1 | 0-0 |     | 1-0 | 0-1 | 1-1 | 2-1 | 0-1 | 4-0 | 0-0 | 3-0 | 1-0 | 1-1 | 1-1 | 1-1 | 2-0 | 2-1 | 1-0 | 1-0 | 1-3 |
| Bilbao Athletic  | 1-2 | 3-1 | 0-0 |     | 2-2 | 2-1 | 5-0 | 1-0 | 5-0 | 1-0 | 2-1 | 2-1 | 1-2 | 4-0 | 1-0 | 2-0 | 2-1 | 5-2 | 2-1 | 3-1 |
| Eibar            | 3-1 | 2-1 | 0-1 | 2-1 |     | 2-2 | 2-0 | 2-0 | 3-0 | 2-0 | 2-1 | 1-0 | 3-1 | 2-0 | 3-0 | 1-1 | 2-1 | 4-1 | 4-0 | 2-3 |
| Izarra           | 1-3 | 2-1 | 0-1 | 0-0 | 0-0 |     | 1-0 | 1-1 | 0-2 | 2-1 | 2-3 | 0-1 | 0-0 | 2-0 | 1-1 | 2-2 | 2-0 | 0-1 | 3-2 | 0-0 |
| Lleida Esportiu  | 2-1 | 1-1 | 2-2 | 2-0 | 2-2 | 4-1 |     | 2-0 | 1-1 | 1-1 | 0-1 | 3-1 | 2-0 | 1-0 | 4-1 | 0-0 | 0-0 | 2-1 | 1-0 | 3-0 |
| S. D. Logroñés   | 0-1 | 3-1 | 1-1 | 2-5 | 0-1 | 1-1 | 4-1 |     | 2-4 | 1-1 | 0-4 | 2-0 | 0-0 | 1-0 | 1-0 | 1-0 | 1-0 | 2-0 | 1-2 | 1-1 |
| U. D. Logroñés   | 0-1 | 1-2 | 0-0 | 2-0 | 1-1 | 0-0 | 1-0 | 0-3 |     | 1-1 | 0-0 | 2-1 | 2-3 | 1-1 | 0-0 | 0-0 | 0-0 | 2-0 | 1-0 | 3-2 |
| Noja             | 1-1 | 0-0 | 1-0 | 0-1 | 1-1 | 2-3 | 0-1 | 1-0 | 0-1 |     | 2-1 | 2-1 | 0-0 | 0-2 | 2-0 | 0-1 | 1-1 | 1-0 | 2-3 | 1-1 |
| Osasuna B        | 0-2 | 1-2 | 1-2 | 1-2 | 0-3 | 0-4 | 0-2 | 3-1 | 4-1 | 3-1 |     | 0-4 | 2-2 | 1-2 | 0-2 | 1-3 | 4-1 | 1-1 | 2-0 | 2-1 |
| Peña Sport       | 0-1 | 0-1 | 0-1 | 1-2 | 0-1 | 1-1 | 2-0 | 1-1 | 2-0 | 0-1 | 1-2 |     | 2-2 | 0-1 | 3-2 | 2-1 | 2-1 | 1-1 | 0-1 | 1-0 |
| Rac. Santander B | 1-0 | 0-1 | 1-1 | 2-1 | 3-2 | 3-1 | 1-3 | 1-1 | 0-1 | 1-1 | 1-3 | 2-2 |     | 1-3 | 0-0 | 0-3 | 1-1 | 1-0 | 2-0 | 1-1 |
| Real Sociedad B  | 1-1 | 0-0 | 0-3 | 0-0 | 0-1 | 1-1 | 2-1 | 0-1 | 2-2 | 0-0 | 2-1 | 0-1 | 1-0 |     | 2-1 | 0-0 | 1-1 | 1-3 | 2-1 | 2-1 |
| Real Unión       | 0-1 | 2-0 | 1-0 | 2-1 | 1-1 | 1-0 | 3-0 | 1-1 | 0-0 | 3-1 | 4-0 | 2-0 | 0-0 | 2-1 |     | 4-1 | 1-1 | 0-1 | 1-1 | 4-0 |
| Saragozza B      | 2-1 | 0-1 | 0-1 | 0-0 | 0-0 | 3-0 | 1-0 | 1-3 | 1-1 | 0-1 | 5-2 | 4-1 | 1-1 | 2-0 | 1-0 |     | 3-3 | 0-1 | 1-2 | 1-3 |
| Sestao River     | 2-2 | 0-0 | 2-1 | 1-1 | 0-1 | 0-1 | 0-0 | 0-2 | 0-1 | 3-0 | 1-1 | 0-0 | 2-0 | 1-3 | 1-1 | 2-1 |     | 1-0 | 2-1 | 2-0 |
| Teruel           | 0-1 | 3-1 | 0-2 | 0-3 | 1-0 | 0-0 | 2-1 | 1-1 | 2-0 | 0-0 | 1-2 | 0-1 | 1-1 | 1-1 | 0-2 | 3-2 | 1-1 |     | 1-3 | 1-1 |
| Tudelano         | 1-1 | 1-4 | 1-1 | 1-1 | 1-0 | 1-0 | 3-2 | 1-1 | 5-1 | 0-0 | 1-0 | 2-0 | 1-1 | 0-0 | 4-2 | 2-1 | 1-1 | 0-0 |     | 1-1 |
| Torrelavega      | 1-2 | 0-0 | 0-2 | 0-1 | 0-0 | 2-0 | 1-1 | 2-1 | 1-1 | 2-1 | 1-1 | 1-0 | 2-1 | 0-4 | 3-1 | 0-1 | 3-1 | 0-1 | 0-1 |     |

### Classifica cannonieri
Aggiornata al 19 maggio 2013.
| Gol | Rigori |  | Giocatore              | Squadra                |
| --- | ------ |  | ---------------------- | ---------------------- |
| 16  | 2      |  | Jorge Galán            | Osasuna B              |
| 14  | 1      |  | Jaime Mata             | Lleida Esportiu        |
| 13  | 3      |  | Carlos Álvarez Sánchez | Gimnástica Torrelavega |
| 13  | 7      |  | Igor Angulo Albóniga   | Real Unión             |
| 13  | 1      |  | Jon Orbegozo           | Barakaldo              |
| 13  | 4      |  | Borja Viguera          | Alavés                 |
| 12  | 4      |  | Mikel Arruabarrena     | Eibar                  |

## Gruppo 3
Il terzo gruppo è costituito da squadre provenienti dalle regioni autonome di Catalogna, Comunità Valenzana e Isole Baleari.

### Squadre
| Squadra           | Città                     | Stadio                  |
| ----------------- | ------------------------- | ----------------------- |
| Alcoyano          | Alcoy                     | El Collao               |
| Atlético Baleares | Palma di Maiorca          | Balear                  |
| Badalona          | Badalona                  | Camp del Centenari      |
| Binissalem        | Binissalem                | Miquel Pons             |
| Constància        | Inca                      | Nou Camp d'Inca         |
| Espanyol B        | Barcellona                | Ciudad Deportiva        |
| Gimnàstic         | Tarragona                 | Nou Estadi              |
| Huracán Valencia  | Valencia                  | Municipal de Manises    |
| L'Hospitalet      | L'Hospitalet de Llobregat | La Feixa Llarga         |
| Levante B         | Valencia                  | Ciudad Deportiva        |
| Llagostera        | Llagostera                | Municipal de Llagostera |
| Maiorca B         | Palma di Maiorca          | Son Bibiloni            |
| Olímpic Xàtiva    | Xàtiva                    | La Murta                |
| Ontinyent         | Ontinyent                 | El Clariano             |
| Orihuela          | Orihuela                  | Los Arcos               |
| Prat              | El Prat de Llobregat      | Sagnier                 |
| Reus              | Reus                      | Camp Nou Municipal      |
| Sant Andreu       | Barcellona                | Narcís Sala             |
| Valencia Mestalla | Valencia                  | Ciudad Deportiva        |
| Villarreal B      | Vila-real                 | Ciudad Deportiva        |
| Yeclano           | Yecla                     | La Constitución         |

### Classifica
|  | Pos. | Squadra           | Pt | G  | V  | N  | P  | GF | GS | DR  |
|  | ---- | ----------------- | -- | -- | -- | -- | -- | -- | -- | --- |
|  | 1.   | Huracán Valencia  | 80 | 40 | 21 | 17 | 2  | 52 | 24 | +28 |
|  | 2.   | L'Hospitalet      | 80 | 40 | 23 | 11 | 6  | 66 | 28 | +38 |
|  | 3.   | Levante B         | 72 | 40 | 21 | 9  | 10 | 60 | 46 | +14 |
|  | 4.   | Alcoyano          | 72 | 40 | 21 | 9  | 10 | 56 | 33 | +23 |
|  | 5.   | Olímpic Xàtiva    | 71 | 40 | 19 | 14 | 7  | 41 | 25 | +16 |
|  | 6.   | Gimnàstic         | 60 | 40 | 15 | 15 | 10 | 53 | 35 | +18 |
|  | 7.   | Sant Andreu       | 58 | 40 | 15 | 13 | 12 | 39 | 37 | +2  |
|  | 8.   | Espanyol B        | 55 | 40 | 14 | 13 | 13 | 44 | 42 | +2  |
|  | 9.   | Villarreal B      | 54 | 40 | 13 | 15 | 12 | 59 | 57 | +2  |
|  | 10.  | Llagostera        | 50 | 40 | 13 | 11 | 16 | 45 | 44 | +1  |
|  | 11.  | Atlético Baleares | 48 | 40 | 11 | 15 | 14 | 40 | 40 | 0   |
|  | 12.  | Prat              | 48 | 40 | 11 | 15 | 14 | 36 | 35 | +1  |
|  | 13.  | Badalona          | 48 | 40 | 11 | 15 | 14 | 36 | 41 | –5  |
|  | 14.  | Reus              | 46 | 40 | 13 | 7  | 20 | 46 | 56 | –10 |
|  | 15.  | Ontinyent         | 46 | 40 | 10 | 16 | 14 | 34 | 46 | –12 |
|  | 16.  | Valencia Mestalla | 45 | 40 | 10 | 15 | 15 | 41 | 55 | –14 |
|  | 17.  | Constància        | 44 | 40 | 11 | 11 | 18 | 29 | 39 | –10 |
|  | 18.  | Maiorca B         | 44 | 40 | 11 | 11 | 18 | 34 | 53 | –19 |
|  | 19.  | Orihuela          | 39 | 40 | 7  | 18 | 15 | 29 | 44 | –15 |
|  | 20.  | Yeclano           | 35 | 40 | 8  | 11 | 21 | 39 | 60 | –21 |
|  | 21.  | Binissalem        | 30 | 40 | 7  | 9  | 24 | 22 | 61 | –39 |

Legenda:

      Qualificate ai play-off promozione
      Qualificata alla Coppa del Re 2013-2014
      Qualificate ai play-out
      Retrocesse in Tercera División 2013-2014
Note:

Tre punti a vittoria, uno a pareggio, zero a sconfitta.
In caso di arrivo di due squadre a pari punti, la graduatoria verrà stilata in base all'ordine dei seguenti criteri:
- Differenza reti negli scontri diretti
- Differenza reti generale
- Reti realizzate in generale

In caso di arrivo di tre o più squadre a pari punti, la graduatoria verrà stilata in base all'ordine dei seguenti criteri:
- Punti negli scontri diretti (classifica avulsa)
- Differenza reti negli scontri diretti
- Differenza reti generale
- Reti realizzate in generale
- Classifica fair-play stilata a inizio stagione

Nel caso un criterio escluda solamente alcune delle squadre, senza quindi determinare l'ordine completo, tali squadre vengono escluse dal criterio successivo, rimanendo così senza possibilità di posizionarsi meglio.

#### Verdetti
- L'Hospitalet qualificata ai play-off campioni.
- Huracán Valencia, Levante B e Alcoyano qualificate ai play-off delle piazzate.
- Olímpic Xàtiva, Gimnàstic e Sant Andreu qualificate alla Coppa del Re 2013-2014.
- Constància qualificata ai play-out.
- Maiorca B, Orihuela, Yeclano e Binissalem retrocesse in Tercera División 2013-2014.

### Risultati

#### Tabellone
Leggendo per riga si hanno i risultati casalinghi della squadra indicata in prima colonna, mentre leggendo per colonna si hanno i risultati in trasferta della squadra in prima riga.
|                   | ALC | ATB | BAD | BIN | CON | ESB | GIM | HUR | LEB | LLA | LHO | MAB | OLX | ONT | ORI | PRA | REU | SAN | VAM | VIB | YEC |
| Alcoyano          |     | 1-0 | 2-0 | 2-0 | 2-1 | 4-0 | 0-0 | 1-4 | 1-2 | 2-0 | 1-1 | 1-1 | 4-1 | 3-0 | 4-0 | 1-0 | 1-1 | 2-0 | 0-0 | 1-1 | 1-0 |
| Atlético Baleares | 1-2 |     | 2-0 | 1-3 | 0-0 | 0-2 | 0-1 | 1-1 | 1-2 | 2-2 | 1-1 | 3-0 | 0-0 | 1-0 | 2-2 | 1-0 | 1-1 | 2-1 | 1-1 | 1-2 | 1-1 |
| Badalona          | 2-0 | 1-1 |     | 1-0 | 1-1 | 0-0 | 2-2 | 0-1 | 1-1 | 2-0 | 0-2 | 0-0 | 0-0 | 1-2 | 0-0 | 1-2 | 2-1 | 3-1 | 0-2 | 2-0 | 0-4 |
| Binissalem        | 1-0 | 1-0 | 0-2 |     | 1-2 | 1-4 | 0-3 | 0-2 | 1-4 | 0-1 | 0-1 | 1-3 | 0-0 | 1-1 | 1-0 | 2-0 | 2-1 | 0-0 | 1-0 | 2-2 | 0-2 |
| Constància        | 1-0 | 0-3 | 0-0 | 0-0 |     | 1-0 | 0-1 | 0-0 | 0-0 | 2-1 | 0-1 | 0-1 | 0-0 | 0-0 | 1-0 | 1-0 | 1-1 | 1-2 | 0-2 | 0-1 | 2-3 |
| Espanyol B        | 0-1 | 1-0 | 3-1 | 0-0 | 1-0 |     | 1-0 | 0-0 | 3-0 | 1-1 | 1-1 | 1-2 | 1-0 | 2-2 | 3-0 | 0-0 | 2-3 | 2-1 | 2-2 | 1-1 | 3-0 |
| Gimnàstic         | 1-1 | 1-1 | 0-0 | 2-0 | 1-3 | 4-0 |     | 1-1 | 2-1 | 2-0 | 1-2 | 4-1 | 2-2 | 0-0 | 0-0 | 1-0 | 2-1 | 2-0 | 1-1 | 5-1 | 0-0 |
| Huracán Valencia  | 1-0 | 1-0 | 2-1 | 3-0 | 1-0 | 2-1 | 2-0 |     | 1-0 | 1-1 | 1-1 | 3-1 | 1-1 | 0-0 | 4-3 | 1-1 | 0-0 | 2-0 | 0-0 | 0-0 | 2-0 |
| Levante B         | 3-2 | 0-2 | 1-1 | 2-0 | 1-0 | 3-1 | 1-0 | 0-1 |     | 2-1 | 2-1 | 3-1 | 2-2 | 2-2 | 2-0 | 1-0 | 2-1 | 2-1 | 4-2 | 1-0 | 0-1 |
| Llagostera        | 1-2 | 3-2 | 0-2 | 4-0 | 2-2 | 1-0 | 1-0 | 0-1 | 0-1 |     | 1-1 | 0-1 | 1-2 | 3-1 | 0-1 | 1-1 | 3-2 | 2-0 | 3-0 | 1-0 | 3-0 |
| L'Hospitalet      | 3-0 | 0-1 | 2-1 | 3-1 | 2-0 | 3-0 | 3-2 | 1-1 | 2-1 | 2-0 |     | 2-0 | 0-0 | 1-2 | 0-0 | 2-1 | 4-0 | 2-0 | 4-0 | 2-1 | 2-0 |
| Maiorca B         | 1-2 | 1-2 | 0-1 | 2-0 | 0-2 | 1-0 | 1-1 | 1-1 | 4-1 | 1-1 | 0-2 |     | 0-1 | 1-1 | 1-0 | 2-1 | 0-1 | 2-1 | 2-2 | 1-1 | 1-0 |
| Olímpic Xàtiva    | 0-0 | 1-0 | 3-1 | 0-0 | 1-0 | 2-0 | 2-1 | 3-1 | 1-0 | 0-0 | 1-0 | 1-0 |     | 1-0 | 2-0 | 0-1 | 2-1 | 0-0 | 1-2 | 2-0 | 0-3 |
| Ontinyent         | 0-1 | 0-1 | 0-0 | 1-0 | 1-0 | 1-2 | 1-1 | 1-1 | 1-2 | 1-0 | 0-2 | 1-0 | 0-3 |     | 0-0 | 3-0 | 0-2 | 1-1 | 1-1 | 1-0 | 2-1 |
| Orihuela          | 2-2 | 1-1 | 1-0 | 2-0 | 1-2 | 1-0 | 1-1 | 0-1 | 0-2 | 0-0 | 0-0 | 0-0 | 0-2 | 0-0 |     | 1-1 | 3-1 | 0-1 | 2-0 | 1-1 | 2-0 |
| Prat              | 1-0 | 0-0 | 1-1 | 1-1 | 0-0 | 0-0 | 0-0 | 0-2 | 1-1 | 0-0 | 2-1 | 4-0 | 0-0 | 4-1 | 0-0 |     | 1-0 | 0-1 | 3-0 | 0-0 | 1-0 |
| Reus              | 0-2 | 2-0 | 0-2 | 1-0 | 0-2 | 1-2 | 0-2 | 1-1 | 2-3 | 1-0 | 3-2 | 0-0 | 0-1 | 3-2 | 3-0 | 2-0 |     | 0-0 | 0-1 | 3-0 | 2-0 |
| Sant Andreu       | 1-0 | 2-1 | 1-1 | 3-0 | 2-0 | 0-0 | 1-0 | 1-2 | 1-0 | 2-2 | 0-0 | 1-0 | 1-0 | 0-1 | 1-1 | 2-1 | 2-0 |     | 1-0 | 1-1 | 2-0 |
| Valencia Mestalla | 0-2 | 0-1 | 1-1 | 1-1 | 0-2 | 0-0 | 1-3 | 0-0 | 2-2 | 0-2 | 0-2 | 4-0 | 1-1 | 2-0 | 1-0 | 4-1 | 1-3 | 1-1 |     | 1-0 | 2-1 |
| Villarreal B      | 1-2 | 1-1 | 1-0 | 3-1 | 4-1 | 0-2 | 3-1 | 2-1 | 1-1 | 4-0 | 3-3 | 2-0 | 2-1 | 1-1 | 3-3 | 1-5 | 4-1 | 2-2 | 5-2 |     | 2-1 |
| Yeclano           | 1-3 | 1-1 | 1-2 | 1-0 | 2-1 | 2-2 | 0-2 | 1-2 | 2-2 | 0-3 | 0-2 | 1-1 | 0-1 | 2-2 | 1-1 | 0-2 | 3-1 | 1-1 | 1-1 | 2-2 |     |

### Classifica cannonieri
Aggiornata al 19 maggio 2013.
| Gol | Rigori |  | Giocatore               | Squadra       |
| --- | ------ |  | ----------------------- | ------------- |
| 21  | 3      |  | Cirio                   | L'Hospitalet  |
| 19  | 3      |  | Roger                   | Levante B     |
| 18  | 1      |  | Sergio León             | Reus Deportiu |
| 18  | 3      |  | Juanto                  | Villarreal B  |
| 17  | 3      |  | Edgar                   | Sant Andreu   |
| 16  | 5      |  | Marcos Eusebio Jiménez  | Gimnàstic     |
| 14  | 1      |  | David Torres            | Alcoyano      |
| 13  |        |  | Bubacar Bacari          | L'Hospitalet  |
| 13  | 5      |  | Francisco Javier Moreno | Ontinyent     |

## Gruppo 4
Il quarto gruppo è costituito da squadre provenienti dalle regioni autonome di Andalusia, Castiglia-La Mancia, Estremadura, Melilla e Murcia.

### Squadre
| Squadra             | Città                       | Stadio                         |
| ------------------- | --------------------------- | ------------------------------ |
| Albacete            | Albacete                    | Carlos Belmonte                |
| Almería B           | Almería                     | Juan Rojas                     |
| Arroyo              | Arroyo de la Luz            | Municipal                      |
| Atlético Sanluqueño | Sanlúcar de Barrameda       | El Palmar                      |
| Betis B             | Siviglia                    | Ciudad Deportiva               |
| Cacereño            | Cáceres                     | Príncipe Felipe                |
| Cadice              | Cadice                      | Ramón de Carranza              |
| FC Cartagena        | Cartagena                   | Cartagonova                    |
| Écija               | Écija                       | San Pablo                      |
| La Roda             | La Roda                     | Municipal de Deportes          |
| Linense             | La Línea de la Concepción   | Mun. de La L. de la Concepción |
| Loja                | Loja                        | Medina Lauxa                   |
| Lucena              | Lucena                      | Municipal de Lucena            |
| Melilla             | Melilla                     | Municipal Álvarez Claro        |
| UCAM Murcia         | Sangonera la Verde (Murcia) | El Mayayo                      |
| Real Jaén           | Jaén                        | Nuevo La Victoria              |
| San Fernando CD     | San Fernando                | Bahía Sur                      |
| San Roque           | Lepe                        | Municipal de Lepe              |
| Siviglia Atlético   | Siviglia                    | Ciudad Deportiva               |
| Villanovense        | Villanueva de la Serena     | Romero Cuerda                  |

### Classifica
|  | Pos. | Squadra             | Pt | G  | V  | N  | P  | GF | GS | DR  |
|  | ---- | ------------------- | -- | -- | -- | -- | -- | -- | -- | --- |
|  | 1.   | Real Jaén           | 70 | 38 | 20 | 10 | 8  | 44 | 24 | +20 |
|  | 2.   | FC Cartagena        | 68 | 38 | 19 | 11 | 8  | 52 | 33 | +19 |
|  | 3.   | Albacete            | 61 | 38 | 16 | 13 | 9  | 45 | 32 | +13 |
|  | 4.   | Lucena              | 59 | 38 | 16 | 11 | 11 | 47 | 38 | +9  |
|  | 5.   | Almería B           | 59 | 38 | 16 | 11 | 11 | 52 | 46 | +6  |
|  | 6.   | Linense             | 58 | 38 | 16 | 10 | 12 | 48 | 45 | +3  |
|  | 7.   | San Fernando CD     | 56 | 38 | 13 | 17 | 8  | 45 | 39 | +6  |
|  | 8.   | Melilla             | 53 | 38 | 14 | 11 | 13 | 38 | 37 | +1  |
|  | 9.   | Écija               | 53 | 38 | 12 | 17 | 9  | 47 | 38 | +9  |
|  | 10.  | La Roda             | 52 | 38 | 13 | 13 | 12 | 39 | 36 | +3  |
|  | 11.  | Atlético Sanluqueño | 50 | 38 | 12 | 14 | 12 | 49 | 46 | +3  |
|  | 12.  | Cacereño            | 48 | 38 | 11 | 15 | 12 | 40 | 36 | +4  |
|  | 13.  | Cadice              | 48 | 38 | 13 | 9  | 16 | 40 | 38 | +2  |
|  | 14.  | Siviglia Atlético   | 46 | 38 | 13 | 7  | 18 | 42 | 53 | –11 |
|  | 15.  | Arroyo              | 45 | 38 | 10 | 15 | 13 | 32 | 40 | –8  |
|  | 16.  | Villanovense        | 43 | 38 | 9  | 16 | 13 | 32 | 46 | –14 |
|  | 17.  | UCAM Murcia         | 41 | 38 | 9  | 14 | 15 | 35 | 41 | –6  |
|  | 18.  | San Roque           | 38 | 38 | 9  | 11 | 18 | 47 | 58 | –11 |
|  | 19.  | Loja                | 38 | 38 | 9  | 11 | 18 | 30 | 54 | –24 |
|  | 20.  | Betis B             | 30 | 38 | 6  | 12 | 20 | 38 | 62 | –24 |

Legenda:

      Qualificate ai play-off promozione
      Qualificata alla Coppa del Re 2013-2014
      Qualificate ai play-out
      Retrocesse in Tercera División 2013-2014
Note:

Tre punti a vittoria, uno a pareggio, zero a sconfitta.
In caso di arrivo di due squadre a pari punti, la graduatoria verrà stilata in base all'ordine dei seguenti criteri:
- Differenza reti negli scontri diretti
- Differenza reti generale
- Reti realizzate in generale

In caso di arrivo di tre o più squadre a pari punti, la graduatoria verrà stilata in base all'ordine dei seguenti criteri:
- Punti negli scontri diretti (classifica avulsa)
- Differenza reti negli scontri diretti
- Differenza reti generale
- Reti realizzate in generale
- Classifica fair-play stilata a inizio stagione

Nel caso un criterio escluda solamente alcune delle squadre, senza quindi determinare l'ordine completo, tali squadre vengono escluse dal criterio successivo, rimanendo così senza possibilità di posizionarsi meglio.

#### Verdetti
- Real Jaén qualificata ai play-off campioni.
- Cartagena, Albacete e Lucena qualificate ai play-off delle piazzate.
- Linense e San Fernando CD qualificata alla Coppa del Re 2013-2014.
- Villanovense qualificata ai play-out.
- UCAM Murcia, San Roque, Loja e Betis B retrocesse in Tercera División 2013-2014.

### Risultati

#### Tabellone
Leggendo per riga si hanno i risultati casalinghi della squadra indicata in prima colonna, mentre leggendo per colonna si hanno i risultati in trasferta della squadra in prima riga.
|                  | ALB | ALM | ARR | ATS | BEB | CAC | CAD | CAR | ÉCI | LRO | LIN | LOJ | LUC | MEL | RJA | SFE | SRO | SEA | MUR | VIL |
| Albacete         |     | 2-2 | 1-1 | 3-1 | 1-1 | 1-0 | 1-0 | 0-2 | 0-1 | 2-0 | 1-1 | 1-2 | 1-0 | 1-1 | 3-2 | 1-1 | 2-1 | 1-0 | 2-0 | 0-0 |
| Almería B        | 2-1 |     | 0-0 | 2-1 | 4-1 | 0-0 | 1-0 | 0-1 | 1-1 | 1-1 | 5-2 | 0-1 | 1-1 | 1-0 | 0-2 | 0-0 | 3-2 | 4-2 | 0-2 | 3-1 |
| Arroyo           | 2-1 | 1-0 |     | 1-0 | 0-1 | 1-1 | 0-2 | 0-1 | 1-0 | 0-0 | 1-1 | 3-1 | 0-0 | 0-2 | 2-0 | 0-0 | 0-0 | 0-1 | 0-0 | 2-2 |
| Atl. Sanluqueño  | 1-0 | 3-1 | 2-0 |     | 3-1 | 3-2 | 0-3 | 0-2 | 1-1 | 1-0 | 3-0 | 5-1 | 1-0 | 3-2 | 2-0 | 0-2 | 2-2 | 2-2 | 2-2 | 3-3 |
| Betis B          | 1-2 | 3-0 | 1-1 | 1-0 |     | 0-3 | 0-2 | 1-1 | 0-0 | 0-0 | 1-1 | 2-3 | 2-2 | 3-2 | 1-3 | 3-1 | 2-3 | 0-0 | 2-2 | 0-2 |
| Cacereño         | 0-0 | 1-1 | 2-1 | 1-1 | 2-0 |     | 2-0 | 1-2 | 0-0 | 0-2 | 2-1 | 1-1 | 1-1 | 1-1 | 0-0 | 0-1 | 4-0 | 0-1 | 2-1 | 3-0 |
| Cadice           | 0-2 | 1-2 | 2-5 | 1-0 | 2-0 | 1-0 |     | 3-0 | 0-1 | 0-1 | 0-0 | 3-1 | 3-0 | 0-0 | 0-1 | 0-0 | 2-2 | 1-2 | 2-2 | 1-0 |
| Cartagena        | 3-2 | 2-2 | 1-2 | 2-1 | 1-1 | 2-0 | 2-0 |     | 3-0 | 2-0 | 1-2 | 2-0 | 1-0 | 2-0 | 2-0 | 1-1 | 0-0 | 2-3 | 1-1 | 0-1 |
| Écija            | 0-0 | 1-0 | 1-1 | 1-1 | 5-2 | 1-1 | 2-0 | 0-1 |     | 1-1 | 1-1 | 1-0 | 2-1 | 0-2 | 2-2 | 1-2 | 3-3 | 6-0 | 0-2 | 2-2 |
| La Roda          | 0-0 | 0-2 | 0-0 | 2-0 | 1-0 | 3-0 | 0-0 | 2-3 | 0-1 |     | 0-1 | 1-2 | 0-1 | 1-0 | 2-0 | 1-1 | 2-2 | 2-0 | 1-0 | 2-2 |
| Linense          | 0-0 | 1-2 | 2-1 | 1-0 | 2-1 | 0-1 | 1-1 | 0-1 | 3-0 | 0-1 |     | 1-1 | 4-1 | 2-0 | 0-0 | 1-2 | 2-1 | 2-0 | 2-1 | 0-0 |
| Loja             | 1-1 | 0-3 | 0-2 | 0-0 | 2-1 | 1-1 | 1-3 | 0-2 | 0-0 | 2-0 | 1-0 |     | 1-1 | 0-0 | 0-1 | 1-4 | 1-3 | 1-0 | 2-0 | 1-0 |
| Lucena           | 2-4 | 4-2 | 5-0 | 1-1 | 1-0 | 1-0 | 2-0 | 2-1 | 0-0 | 1-0 | 1-0 | 0-2 |     | 2-0 | 1-0 | 2-1 | 1-1 | 0-2 | 2-2 | 2-0 |
| Melilla          | 1-0 | 2-2 | 2-0 | 0-0 | 1-0 | 2-1 | 0-2 | 1-1 | 1-1 | 1-0 | 0-1 | 1-1 | 0-1 |     | 1-1 | 4-0 | 1-0 | 0-1 | 0-1 | 1-1 |
| Real Jaén        | 1-1 | 3-0 | 3-2 | 1-0 | 1-0 | 0-0 | 2-1 | 1-0 | 2-1 | 0-0 | 2-0 | 2-2 | 3-1 | 1-2 |     | 1-0 | 3-2 | 1-0 | 2-0 | 5-0 |
| San Fernando     | 0-1 | 2-0 | 0-0 | 3-3 | 2-1 | 3-2 | 1-1 | 2-0 | 0-0 | 0-0 | 2-1 | 2-2 | 2-1 | 0-0 | 1-2 |     | 3-2 | 2-1 | 0-0 | 0-0 |
| San Roque        | 1-2 | 0-2 | 1-0 | 1-1 | 0-3 | 0-0 | 0-1 | 0-0 | 3-2 | 0-1 | 0-3 | 1-2 | 4-1 | 1-0 | 4-0 | 1-1 |     | 1-0 | 2-0 | 3-4 |
| Sevilla Atlético | 0-2 | 0-0 | 3-0 | 0-0 | 4-0 | 1-2 | 3-2 | 2-2 | 0-3 | 1-0 | 0-1 | 5-3 | 2-3 | 2-3 | 0-3 | 1-1 | 1-0 |     | 0-1 | 2-0 |
| UCAM Murcia      | 1-0 | 1-2 | 1-2 | 0-1 | 1-1 | 1-1 | 0-0 | 2-2 | 1-2 | 0-0 | 0-1 | 0-1 | 1-0 | 1-2 | 1-1 | 2-1 | 2-0 | 2-0 |     | 0-1 |
| Villanovense     | 0-2 | 0-1 | 0-0 | 1-1 | 1-1 | 1-2 | 1-0 | 0-0 | 0-3 | 0-2 | 1-2 | 0-0 | 3-0 | 0-0 | 1-0 | 2-1 | 1-0 | 0-0 | 1-1 |     |

### Classifica cannonieri
Aggiornata al 19 maggio 2013.
| Gol | Rigori |  | Giocatore          | Squadra      |
| --- | ------ |  | ------------------ | ------------ |
| 21  | 2      |  | David Hernández    | Linense      |
| 19  | 2      |  | Florian Taulemesse | Cartagena    |
| 14  | 3      |  | Pedro Carrión      | San Fernando |
| 14  | 2      |  | Antonio Megías     | La Roda      |
| 13  | 1      |  | Víctor Curto       | Albacete     |
| 12  |        |  | Fernando Rodríguez | Lucena       |
| 11  |        |  | Wilson Cuero       | San Roque    |

## Play-off
I play-off si dividono in due categorie: quello dei campioni (a cui prendono parte i vincitori dei rispettivi raggruppamenti) e quello dei piazzati (cui partecipano le squadre classificatesi tra la seconda e la quarta posizione in tutti e quattro i gironi). Il sorteggio decide le partite che disputeranno i campioni. Le due vincenti vengono promosse direttamente in Segunda División e si scontrano nella finale che decide chi si aggiudicherà il titolo di campione della Segunda División B. Le perdenti delle semifinali finiscono invece nei play-off delle piazzate. Questi constano di tre turni: nel primo le seconde dei raggruppamenti sfidano una quarta ciascuna, mentre le terze giocano tra di loro. Anche in questo caso gli incontri vengono decisi dal sorteggio, il quale fa da arbitro anche per il secondo e il terzo turno. Nel secondo le sei vincenti dei play-off piazzati e le due eliminate da quello campioni giocano per arrivare al terzo turno, il quale decreterà le altre due promosse.
Tutte le sfide vengono disputate in incontri di andata e ritorno. In caso di parità passa la squadra che ha segnato più gol fuori casa. Nel caso questo criterio non decreti un vincitore si giocano due tempi supplementari ed eventualmente si tirano i rigori.

### Verdetti
- Alavés promosso in Segunda División e campione della Segunda División B 2013-2014.
- Tenerife, Eibar e Real Jaén promosse in Segunda División.

### Campioni

#### Semifinali
| Squadra 1 | Totale | Squadra 2    | Andata | Ritorno |
| --------- | ------ | ------------ | ------ | ------- |
| Real Jaén | 1 - 2  | Alavés       | 1 - 1  | 0 - 1   |
| Tenerife  | 3 - 2  | L'Hospitalet | 3 - 1  | 0 - 1   |

#### Finale
| Squadra 1 | Totale | Squadra 2 | Andata | Ritorno |
| --------- | ------ | --------- | ------ | ------- |
| Alavés    | 3 - 2  | Tenerife  | 2 - 0  | 1 - 2   |

### Piazzate

#### Primo turno
| Squadra 1       | Totale      | Squadra 2        | Andata | Ritorno |
| --------------- | ----------- | ---------------- | ------ | ------- |
| Caudal          | 1 - 0       | FC Cartagena     | 0 - 0  | 1 - 0   |
| Levante B       | 3 - 4       | Bilbao Athletic  | 1 - 2  | 2 - 2   |
| Lleida Esportiu | 3 - 2       | Leganés          | 2 - 1  | 1 - 1   |
| Alcoyano        | 3 - 3 (gfc) | Eibar            | 2 - 2  | 1 - 1   |
| Lucena          | 1 - 3       | Huracán Valencia | 1 - 0  | 0 - 3   |
| Real Oviedo     | 2 - 2 (gfc) | Albacete         | 1 - 0  | 1 - 2   |

#### Secondo turno
| Squadra 1       | Totale          | Squadra 2        | Andata | Ritorno |
| --------------- | --------------- | ---------------- | ------ | ------- |
| Caudal          | 1 - 2           | L'Hospitalet     | 1 - 0  | 0 - 2   |
| Bilbao Athletic | 3 - 3 (2-4 dcr) | Huracán Valencia | 2 - 1  | 1 - 2   |
| Lleida Esportiu | 2 - 2 (3-4 dcr) | Real Jaén        | 1 - 1  | 1 - 1   |
| Real Oviedo     | 1 - 3           | Eibar            | 1 - 2  | 0 - 1   |

#### Terzo turno
| Squadra 1        | Totale      | Squadra 2    | Andata | Ritorno |
| ---------------- | ----------- | ------------ | ------ | ------- |
| Eibar            | 4 - 0       | L'Hospitalet | 3 - 0  | 1 - 0   |
| Huracán Valencia | 1 - 1 (gfc) | Real Jaén    | 1 - 1  | 0 - 0   |

## Play-out
Le quattro quintultime dei quattro raggruppamenti (ovvero le sedicesime dei gironi a 20 squadre e la 17ª del III gruppo, quello a 21 squadre), dopo previo sorteggio si incontrano in due semifinali. Le perdenti retrocedono in Tercera División, mentre le vincenti si sfidano ancora nella finale, che decreta la squadra che si salva e l'ultima destinata alla retrocessione.
Come nei play-off, tutte le sfide vengono disputate in incontri di andata e ritorno. In caso di parità passa la squadra che ha segnato più gol fuori casa. Nel caso questo criterio non decreti un vincitore si giocano due tempi supplementari ed eventualmente si tirano i rigori.

### Verdetti
- Constància, Real Saragozza B e Villanovense retrocedono in Tercera División.

#### Semifinali
| Squadra 1  | Totale      | Squadra 2        | Andata | Ritorno |
| ---------- | ----------- | ---------------- | ------ | ------- |
| Constància | 6 - 1       | Real Saragozza B | 5 - 1  | 1 - 0   |
| Zamora     | 5 - 3 (dts) | Villanovense     | 3 - 0  | 2 - 3   |

#### Finale
| Squadra 1  | Totale | Squadra 2 | Andata | Ritorno |
| ---------- | ------ | --------- | ------ | ------- |
| Constància | 1 - 2  | Zamora    | 0 - 1  | 1 - 1   |